# Яванско дебело лори
Яванското дебело лори (Nycticebus javanicus) е вид дребен бозайник от семейство Лориеви (Lorisidae).
Популацията му е в рязък спад поради бракониерство за търговията с екзотични домашни любимци, и поради загубата на местообитания. Поради тези причини Международният съюз за опазване на природата (IUCN) му дава статус на критично застрашен, а също така видът е защитен и от индонезийското законодателство. За периода 2008 – 2010 г. е включен в списъка на „25-те най-застрашени примати в света“. Въпреки тези защити, както и присъствието му в няколко защитени зони, бракониерството продължава.

## Разпространение и местообитание
Видът е разпространен в западните и централни части на остров Ява в Индонезия. Може да се намери главно в мангровите гори, но също и в какаови плантации и местности с бамбукова растителност на височина до 1600 м над морското равнище. Живее по дърветата като се придвижва бавно по увивните растения без да скача от дърво на дърво.

## Описание
Достига на дължина до около 30 cm при тегло между 565 и 687 g. Лицето и гърбът му са маркирани с ясно изразена жълтеникаво-сива ивица, която минава над темето и се разклонява към очите и ушите.
Въз основа на средни стойности, определени от шест екземпляра, получени от незаконната търговия с диви животни в Ява, са измерени следните морфометрични параметри:
- дължина на главата – 59,2 мм;
- дължина на муцуната – 19,9 мм;
- широчина на главата – 43,6 мм;
- телесна ширина – 250,8 мм;
- дължина на главата и тялото – 293,1 мм;
- обиколка на гърдите – 190,8 мм;
- обиколка на шията – 136,7 мм;
- дължина на опашката – 20,4 мм;
- дължина на раменната кост – 67.2 мм;
- дължина на лъчевата кост – 71,8 мм;
- дължина на бедрената кост – 83,2 мм;
- дължина на пищяла – 85,9 мм;
- обхват на ръката – 59,1 мм;
- обхват на стъпалото – 70,3 мм;
- дължина на ухото – 16,8 мм.

Подобно на другите лорита, Яванското дебело лори е нощно и дървоядно, разчита на лози и лиани. Въпреки това животното е наблюдавано да се движи и по земята, за да пресича открити пространства в нарушено местообитание.
Срещат се сами или по двойки, а понякога могат да се видят и да спят на групи, свити на няколко клона. Видът е гостоприемник за паразитния плосък червей Phaneropsolus oviforme.

## Хранене
Диетата му обикновено се състои от плодове, дървесна смола, гущери и яйца.